# جاريد روشولت
جاريد دانيال روشولت (بالإنجليزية: Jared Daniel Rosholt؛ مواليد 4 أغسطس 1986) هو مُقاتل فنون قتالية مختلطة أمريكي.

## وصلات خارجية
- جاريد روشولت على موقع يو إف سي (الإنجليزية)
- جاريد روشولت على موقع شيردوغ (الإنجليزية)
- جاريد روشولت على موقع IMDb (الإنجليزية)